# TGM
|  | No s'ha de confondre amb TM Racing. |

TGM fou una empresa italiana fabricant de motocicletes de fora d'asfalt que tingué activitat entre el 1973 i el 1985.

## Història
Els orígens de TGM es troben en la passió pel fora d'asfalt dels estudiants de secundària de Parma Claudio Marchesini i Gabriele Giovanardi, els quals van construir el 1971 un ciclomotor de motocròs de 50 cc anomenat MA.GI. (les seves inicials), equipat amb motor Franco Morini. El 1973 es va unir als dos amics Giammarco Terzi, representant de màquines-eina, amb qui van construir la primera TGM (el nom sempre deriva de les inicials dels cognoms), també un model de 50 cc de motocròs, seguit més tard per un de 125 cc amb motor Sachs. Aquest darrer model va guanyar, en el seu debut, el campionat regional de motocròs de l'Emília-Romanya en categoria Cadets, cosa que va despertar un cert interès per la marca i va propiciar l'inici d'una petita producció en sèrie, presentada al Saló de Milà d'aquell any.

### Primers èxits esportius
El 1974 es va formalitzar la constitució de l'empresa TGM, amb seu a Martorano (una fracció de Parma), mentre que Giovanardi abandonà l'empresa. Aquell any les motocicletes parmesanes van demostrar ser molt competitives, guanyant de nou el Campionat de Cadets de motocròs d'Emília-Romanya (amb Michele Rinaldi de pilot) i també el del Piemont, els "Giochi della Gioventù" i la Copa d'Itàlia. Els èxits van ser encara més grans l'any següent, amb la victòria a la Copa d'Itàlia per equips i els campionats regionals de Piemont-Ligúria-Vall d'Aosta, Triveneto i Laci-Campània.
El 1976 es van afegir a la gamma TGM, fins aleshores limitada a models de motocròs, motocicletes d'enduro en les cilindrades de 50 i 125cc. Aquell any, el motor Sachs 125 va ser substituït per l'italià Hiro. El 1977, any en què Rinaldi va guanyar el Campionat d'Itàlia de motocròs júnior de 125cc i Fabrizio Pirovano el de cadets de 50cc, es va presentar al Saló de l'Automòbil de Milà la nova 50 Cross (amb motor Franco Morini millorat amb tecnologia TGM) i una 250 per a motocròs i enduro amb motor Hiro.
Després de renovar l'estètica i el xassís dels models que ja figuraven al catàleg durant el 1978, el 1979 va entrar en producció un model de 125 cc de motocròs amb refrigeració líquida. L'any següent, 1980, va ser el de la consagració internacional de TGM, quan Michele Rinaldi fou subcampió al Campionat del Món de motocròs de 125cc, darrere la Suzuki de Harry Everts.

### Crisi als 80
Després de traslladar-se a una nova seu el 1981, TGM va presentar aquell any un model de 400 cc destinat a un ús no especialitzat i un nou model amb motor Minarelli de 80 cc per a motocròs i enduro. Tanmateix, el 1981 va marcar un descens de les vendes a causa d'una crisi general del sector del fora d'asfalt. El 1982, TGM encara va guanyar un altre títol italià amb Pier Angelo Tedeschi, campió júnior de 125cc.
TGM va intentar solucionar els seus problemes amb un acord de col·laboració amb Cagiva, pel qual es van muntar diversos models a partir de 1983. La col·laboració va durar fins al 1985, quan Terzi i Marchesini van decidir tancar l'empresa per a obrir-ne una de nova, Sanbarnaba, activa en el terreny de la projecció, disseny i desenvolupament de motocicletes.